# B Italia
La B Italia è la rappresentativa calcistica Under-21 dei giocatori italiani in squadre di Serie B ed è posta sotto l'egida della Lega Nazionale Professionisti B. Precedentemente nota come Rappresentativa della Lega Nazionale Professionisti B, ha adottato la nuova denominazione nel 2011.

## Storia

### La nascita
La rappresentativa della Serie B fece il suo esordio il 6 dicembre 1962, allo Stadio della Vittoria di Bari, contro la rappresentativa francese di Seconda Divisione. La gara terminò sul risultato di 0-0. Il selezionatore della rappresentativa italiana era Annibale Frossi. La squadra, all'epoca, però non seguiva limite di età per la convocazione dei calciatori, tanto che nella prima gara furono schierati giocatori di una certa esperienza come Guglielmo Burelli o Idilio Cei.
La rappresentativa affrontò sempre, e solo, la selezione francese in altre quattro occasioni tra il 1963 e il 1965, ottenendo due vittorie e due pareggi. In questo periodo la selezione non indossava il tradizionale azzurro ma una divisa di colore rosso con risvolti verdi.
La prima vittoria venne ottenuta il 30 marzo 1963, a Nantes, nella seconda uscita della rappresentativa, sempre contro la selezione francese per 1-0, con un gol di Nicola Ciccolo al 34' del secondo tempo. In questa occasione il selezionatore fu Roberto Lerici. La guida della selezione passò poi a Dino Achilli e, dopo solo un incontro a Piero Magni. Nel 1965 il selezionatore fu Paolo Mazza.

### La rappresentativa Under
Nel 1966 la selezione pose un limite all'età dei selezionati, 23 anni. A capo della selezione venne posto Paolo Tabanelli. Venne organizzato un triangolare a gennaio e così vennero affrontate, per la prima volta, avversari diversi dalla selezione della D2 francese. Prima la Romania Under 23, sconfitta a Verona per 2-1, poi, il 31 gennaio, la selezione subì la prima sconfitta, contro l'Austria Under 23, per 2-1, a Modena. La selezione italiana schierava in porta Dino Zoff. Grazie a questa vittoria e al pareggio 2-2 del 26 gennaio con la Romania, l'Austria si aggiudicò il triangolare, ma non ritirò la Coppa in quanto sette suoi giocatori superavano il limite d'età imposto.
Dopo una pausa di oltre tre anni la selezione fece la sua riapparizione il 15 aprile 1969, quando, a Bari, sconfisse la Svizzera B per 3-0. Da questa stagione la selezione pose quale limite di età agli under 21.
Nel 1970, contro la Svizzera B, la selezione venne guidata da Ferruccio Valcareggi, e fra i convocati vi erano anche Giuseppe Savoldi e Roberto Bettega. Nel 1971, sempre con Valcareggi in panchina, passò nuovamente agli under 23 (incontro perso contro la Bulgaria B per 0-3), mentre, sporadicamente, vi furono delle selezioni anche Under 25, tra il 1972 e il 1974.
Il limite dei 23 anni venne mantenuto fino al 1981, quando fu nuovamente selezionata una rappresentativa under 21. Vi fu un ultimo incontro, nel 1982, come under 23 (vittoria contro la Grecia Under 21 per 1-0 a Calcide. Si tornò nel 1983, per soli due incontri, nuovamente a una selezione senza limiti d'età. Il primo dei due match venne disputato il 5 febbraio a Nairobi, contro i Leopards, squadra campione in carica del Kenya per la prima trasferta extraeuropea della selezione. L'altro venne giocato il 4 maggio a Campobasso contro lo Zagreb.
Dal 1985 Sergio Brighenti sostituì Valcareggi alla guida della rappresentativa. L'esordio avvenne il 9 febbraio a Bologna, in un match contro la Cecoslovacchia A, terminato 0-0. Dalla seconda metà degli anni ottanta gli incontri della rappresentativa divennero più frequenti, con una media di 2-3 gare stagione.
Nel 1989 vi fu la prima tournée in Nord America, con le vittorie contro il Canada A per 3-1 a Toronto, e per 6-1 contro i Boston Bolts.
Brighenti rimase il selezionatore fino al 1991. La selezione passò poi a Marco Tardelli e, in seguito, a Renato Zaccarelli.
Nel 2001 la selezione venne affidata a Gianpiero Marini, ex allenatore dell'Inter.

### B Italia
Dopo alcune stagioni senza incontri ufficiali e a seguito della nascita della Lega Nazionale Professionisti B, resasi autonoma da quella di A, la rappresentativa è stata rilanciata col nome di B Italia. L'idea nasce per continuare il progetto già avviato dal 2006 al 2007 di una rappresentativa di Serie B e realizzabile dopo la separazione tra A e B; progetto fortemente voluto dal presidente della Lega di B Andrea Abodi con l'intento di valorizzare i giovani militanti nella serie cadetta e di dare visibilità internazionale a tali ragazzi, organizzando competizioni con squadre dello stesso livello.
La B Italia esordisce il 30 marzo 2011 imponendosi per 2-0 sulla selezione del campionato serbo di secondo livello.
Dopo aver rassegnato le dimissioni dal ruolo di commissario tecnico della nazionale italiana Under-19, Massimo Piscedda diventa il primo selezionatore della B Italia. Nel luglio 2020 il tecnico viene sollevato dall'incarico dalla Lega di B, lasciando la carica vacante.

## B Italia

### Record individuali
| Record di reti |                        |           |      |          |
| Pos.           | Giocatore              | Periodo   | Reti | Presenze |
| 1              | Riccardo Improta       | 2012-2016 | 4    | 3        |
| 2              | Massimiliano Busellato | 2013-2014 | 3    | 6        |
| 2              | Leonardo Gatto         | 2013-2015 | 3    | 2        |
| 2              | Giovanni Sbrissa       | 2015-2018 | 3    | 3        |
| 3              | Niccolò Belloni        | 2014-2016 | 2    | 7        |
| 4              | Gabriele Moncini       | 2018      | 1    | 1        |
| 4              | Alfredo Bifulco        | 2018      | 1    | 1        |
| 4              | Mattia Aramu           | 2016      | 1    | 1        |
| 4              | Leonardo Morosini      | 2016      | 1    | 1        |
| 4              | Accursio Bentivegna    | 2016      | 1    | 1        |

## Partite
| Arbitro: | Emilio Ostinelli |

|                            |           |  |
| Bonaventura 5’ De Luca 58’ | Marcatori |  |

| Arbitro: | Milan Jeremić |

|  |           |             |
|  | Marcatori | 51’ Maiello |

| Arbitro: | Vladislav Bezborodov |

|                     |           |                            |
| Khubulov 57’ (rig.) | Marcatori | 71’ Martignago 76’ Bellomo |

| Arbitro: | Fabio Maresca |

|  |           |             |
|  | Marcatori | 90’ De Luca |

| Arbitro: | Riccardo Pinzani |

|                                    |           |                                                                            |
| Viola 70’ (rig.) Laribi 77’ (rig.) | Marcatori | 3’ Payam Sadeghian 7’, 33’, 34’ Milad Garibi 11’ Moham Khanzadeh 69’ Imani |

| Arbitro: | Christos Nicolaides |

|  |           |                                                             |
|  | Marcatori | 27’ Zaza 41’ Brosco 59’ Iemmello 83’ Giandonato 86’ Improta |

| Crotone 28 novembre 2012, ore 12:00 CET | B Italia          | 0 – 0 referto | PFN Russia | Stadio Ezio Scida (10.000 spett.)\| Arbitro: \| Angelo Cervellera \| |
| Arbitro:                                | Angelo Cervellera |               |            |                                                                      |

| Arbitro: | Fabrizio Pasqua |

|                                          |           |                          |
| Pettinari 8’ Fedato 14’ Improta 41’, 77’ | Marcatori | 16’ Paloschi 71’ Bellomo |

| Arbitro: | Francesco Meraviglia |

|                     |           |                                |
| Gatto 23’, 61’, 85’ | Marcatori | 9’ Bogdani 29’ Italiano (rig.) |

| Arbitro: | Maxim Layushkin |

|  |           |               |
|  | Marcatori | 20’ Camporese |

| Arbitro: | Carmine Russo |

|                              |           |  |
| Beltrame 72’, 90’ Trotta 81’ | Marcatori |  |

| Arbitro: | Borriello |

|               |           |  |
| Busellato 83’ | Marcatori |  |

| Arbitro: | Russo |

|                                        |           |                                            |
| Emmanuello 60’ Busellato 67’ Moreo 73’ | Marcatori | 62’ Semioli 64’ Dossena 69’ Mannini (rig.) |

| Arbitro: | Luca Pairetto |

|                                       |           |                                |
| Beltrame 1’ Busellato 35’ Valotti 61’ | Marcatori | 26’, 63’ Sharipov 75’ Serderov |

| Arbitro: | Abisso |

|                                          |           |             |
| Trotta 21’, 38’ Belotti 24’ Paganini 36’ | Marcatori | 32’ Improta |

| Kostrena 24 febbraio 2015 | Croazia Under-21 | 0 – 0 referto | B Italia | Stadio Žuknica\| Arbitro: \| Vuckov \| |
| Arbitro:                  | Vuckov           |               |          |                                        |

| Arbitro: | Ghersini |

|           |           |              |
| Rozzi 63’ | Marcatori | 74’ Čanađija |

| Coverciano 5 agosto 2015, ore 18:00 CEST | B Italia | 0 – 0 referto | Rappresentativa AIC | Centro tecnico federale\| Arbitro: \| Baronti \| |
| Arbitro:                                 | Baronti  |               |                     |                                                  |

| Arbitro: | Lapochkin |

|                             |           |                                            |
| Mildzikhov 48’ Melkadze 53’ | Marcatori | 14’ Di Francesco 23’ Petagna 74’ Del Fabro |

| Arbitro: | Cooke |

|            |           |                            |
| Selars 10’ | Marcatori | 20’ Belloni 70’ Bentivegna |

| Arbitro: | Ghersini |

|                                                         |           |                        |
| Rosseti 4’ Cerri 71’ Garritano 72’, 75’ Gagliardini 78’ | Marcatori | 67’ Morosini 89’ Aramu |

| Arbitro: | Minelli |

|                                      |           |             |
| Guazzo 31’, 51’ Lauria 60’ Fanti 84’ | Marcatori | 30’ Sbrissa |

| Arbitro: | Daniele Martinelli |

|                       |           |                         |
| Edera 33’ Pessina 80’ | Marcatori | 77’ Moncini 86’ Bifulco |

## Rosa attuale
Rosa aggiornata al 28 agosto 2021.
|  | P | Victor De Lucia      | 28 maggio 1996    |  |  | Bari           |  |  |
|  | P | Guglielmo Vicario    | 7 ottobre 1996    |  |  | Empoli         |  |  |
|  |   |                      |                   |  |  |                |  |  |
|  | D | Armando Anastasio    | 24 luglio 1996    |  |  | Parma          |  |  |
|  | D | Giacomo Caccin       | 21 marzo 1997     |  |  | Cittadella     |  |  |
|  | D | Ivan De Santis       | 21 maggio 1997    |  |  | Ascoli         |  |  |
|  | D | Lorenzo Grossi       | 25 marzo 1998     |  |  | Pro Vercelli   |  |  |
|  | D | Sebastiano Luperto   | 6 settembre 1996  |  |  | Empoli         |  |  |
|  | D | Federico Mazzarani   | 1º luglio 2000    |  |  | Ternana        |  |  |
|  | D | Matteo Procopio      | 4 luglio 1996     |  |  | Cremonese      |  |  |
|  |   |                      |                   |  |  |                |  |  |
|  | C | Marco Carraro        | 9 gennaio 1998    |  |  | Pescara        |  |  |
|  | C | Manuel Di Paola      | 6 ottobre 1997    |  |  | Virtus Entella |  |  |
|  | C | Christian D'Urso     | 26 luglio 1997    |  |  | Ascoli         |  |  |
|  | C | Giovanni Sbrissa     | 25 settembre 1996 |  |  | Cremonese      |  |  |
|  | C | Sandro Tonali        | 8 maggio 2000     |  |  | Milan          |  |  |
|  | C | Luca Valzania        | 5 marzo 1996      |  |  | Pescara        |  |  |
|  |   |                      |                   |  |  |                |  |  |
|  | A | Alfredo Bifulco      | 19 gennaio 1997   |  |  | Pro Vercelli   |  |  |
|  | A | Francesco Di Mariano | 20 aprile 1996    |  |  | Novara         |  |  |
|  | A | Gabriele Moncini     | 26 aprile 1996    |  |  | Cesena         |  |  |
|  | A | Simone Palombi       | 23 aprile 1996    |  |  | Alessandria    |  |  |
|  | A | Michele Volpe        | 16 settembre 1997 |  |  | Frosinone      |  |  |

### Staff tecnico
- Commissario tecnico: Carica vacante
- Allenatore in seconda: Adriano Pisano
- Preparatore atletico: Mario Lodi
- Preparatore portiere: Paolo Onorati
- Medico: dott. Francesco Braconaro
- Fisioterapisti: Riccardo Da Re e Umberto Improta
- Team Manager: Federico Smanio ed Enrico Franchi
- Addetto stampa: Alberto Monguidi

## Commissari tecnici
- Massimo Piscedda (2011-2020)